# Germano (calciatore)
José Germano de Sales, meglio noto solo come Germano (Conselheiro Pena, 25 marzo 1942 – Conselheiro Pena, 4 ottobre 1997), è stato un calciatore brasiliano, di ruolo attaccante.

## Carriera

### Club
Fratello maggiore di Fio Maravilha, Germano ha cominciato a giocare nel Flamengo, esordendo in amichevole contro il River Plate il 22 dicembre 1959. Ha disputato la prima partita ufficiale con la maglia rossonera del Flamengo il 6 aprile 1960 con il Fluminense, gara valida per il Torneo Rio-San Paolo 1960, subentrando a Roberto. Il 2 ottobre 1960 ha realizzato la prima rete in partite ufficiali nella gara del Campionato Carioca contro il Bonsucesso. Con la squadra di Rio de Janeiro ha disputato in totale, tra amichevoli e partite ufficiali, 87 partite nelle quali ha segnato 17 gol, vincendo il Torneo Rio-San Paolo nel 1961.
Nell'estate del 1962 fu acquistato dal Milan, fortemente voluto da Nereo Rocco su segnalazione di Dino Sani e dopo che il tecnico triestino si era recato in Brasile a visionare alcuni talenti, rimanendo impressionato proprio dal ventenne del Flamengo. Ha esordito in maglia rossonera il 9 settembre 1962 in Parma-Milan 0-1, partita valida per la Coppa Italia 1962-1963. Il 12 settembre 1962 ha disputato la prima partita in Coppa dei Campioni contro l'Union Luxembourg, siglando il gol dell'8-0 finale e il 16 settembre seguente ha esordito in Serie A a San Siro contro il Venezia, segnando una doppietta nel 3-3 finale.
Nonostante il buon avvio in rossonero, con 3 gol in 5 partite giocate, nel novembre del 1962 il Milan lo ha ceduto in prestito al Genoa, squadra di Serie A, con cui Germano ha disputato 12 partite segnando 2 reti. A fine stagione è ritornato a Milano ma è dovuto rimanere fermo a causa di un incidente stradale nel quale si è fratturato la mandibola. Ha giocato una sola partita in Coppa delle Fiere all'inizio della stagione 1964-1965 prima di tornare in Brasile.
Nel 1965 si è trasferito al Palmeiras, con cui ha vinto un altro Torneo Rio-San Paolo nel 1965 e il Campionato Paulista nel 1966. Con il Palmeiras ha disputato in totale 38 partite nelle quali ha segnato 6 reti.

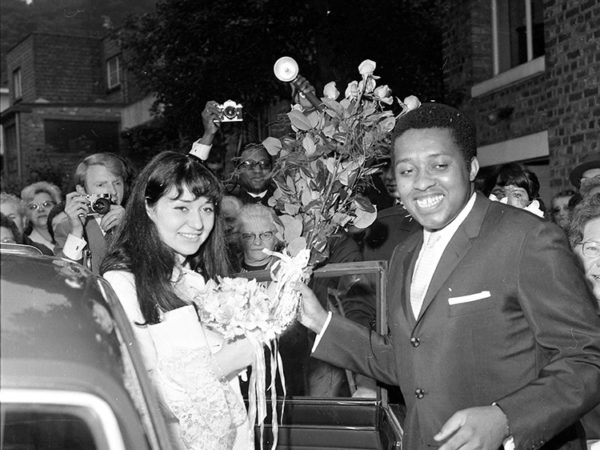
Il matrimonio tra Germano e la contessa Giovanna Agusta

Nel 1966 ha deciso di ritornare in Europa, trasferendosi in Belgio nello Standard Liegi anche per potersi riunire alla contessa Giovanna Agusta, figlia del noto imprenditore Domenico Agusta, che aveva conosciuto nel periodo trascorso a Milano. I due si erano innamorati e avevano deciso di sposarsi in Belgio, benché il padre della sposa osteggiasse tale matrimonio e ne avesse negato il consenso. Tale vicenda ha fatto scandalo in quel periodo e ha avuto molto risalto nei rotocalchi dell'epoca. Alla fine i due si sono sposati il 17 giugno 1967 ad Angleur, periferia di Liegi, complice anche il fatto che la contessa fosse incinta. Dopo il matrimonio e la nascita della figlia Lulù, nel 1968 Germano ha deciso di lasciare il calcio.

### Nazionale
Germano con la Nazionale olimpica brasiliana ha preso parte ai Giochi panamericani 1959 e alle qualificazioni per le Olimpiadi 1960.
Nella Nazionale brasiliana Germano ha disputato 3 partite amichevoli, due nel 1962 contro il Portogallo e una nel 1965 contro l'Uruguay, nella quale ha segnato un gol.

## Dopo il ritiro
Nel 1970 Germano e Giovanna Agusta si sono separati e il brasiliano ha deciso di tornare in patria, gestendo una fattoria comprata con i soldi ricevuti dal padre dell'ex moglie. In Brasile si è risposato e ha avuto altri due figli.
È morto il 4 ottobre 1997, a 55 anni, per un infarto.

## Palmarès
- Torneo Rio-San Paolo: 2

Flamengo: 1961
Palmeiras: 1965
- Campionato paulista: 1

Palmeiras: 1966